# Varietat Ricci-flat
En el camp matemàtic de la geometria diferencial, la planitud de Ricci és una condició de la curvatura d'una varietat (pseudo-) Riemanniana. Les varietats plana de Ricci són un tipus especial de varietat d'Einstein. En física teòrica, les varietats Lorentzianes de Ricci-planes són d'interès fonamental, ja que són les solucions de les equacions de camp d'Einstein al buit amb constant cosmològica que s'esvaeix.
En la geometria lorentziana, es coneixen una sèrie de mètriques de Ricci-planes a partir dels treballs de Karl Schwarzschild, Roy Kerr i Yvonne Choquet-Bruhat. En la geometria riemanniana, la resolució de Shing-Tung Yau de la conjectura de Calabi va produir una sèrie de mètriques de Ricci-planes sobre varietats de Kähler.
Es diu que una varietat pseudoriemanniana és plana de Ricci si la seva curvatura de Ricci és zero.  És directe verificar que, excepte en la dimensió dos, una mètrica és plana de Ricci si i només si el seu tensor d'Einstein és zero.  Les varietats planes de Ricci són un dels tres tipus especials de varietats d'Einstein, que sorgeixen com el cas especial de la curvatura escalar igual a zero.
A partir de la definició del tensor de curvatura de Weyl, és directe veure que qualsevol mètrica plana de Ricci té una curvatura de Weyl igual al tensor de curvatura de Riemann. En agafar traces, és fàcil veure que el contrari també és vàlid. Això també es pot expressar dient que la planitud de Ricci es caracteritza per la desaparició de les dues parts no Weyl de la descomposició de Ricci.
Com que la curvatura de Weyl s'esvaeix en dues o tres dimensions, cada mètrica plana de Ricci en aquestes dimensions és plana. Per contra, és automàtic a partir de les definicions que qualsevol mètrica plana sigui Ricci-flat. L'estudi de mètriques planes se sol considerar com un tema en si mateix. Com a tal, l'estudi de les mètriques Ricci-flat només és un tema diferent a la dimensió quatre i superiors.
Com s'ha indicat anteriorment, qualsevol mètrica plana és plana de Ricci. No obstant això, no és trivial identificar varietats planes de Ricci la curvatura completa de les quals és diferent de zero.
El 1916, Karl Schwarzschild va trobar les mètriques de Schwarzschild, que són varietats Lorentzianes de Ricci plana de curvatura diferent de zero.  Roy Kerr va trobar més tard les mètriques de Kerr, una família de dos paràmetres que conté les mètriques de Schwarzschild com a cas especial. Aquestes mètriques són totalment explícites i són d'interès fonamental en les matemàtiques i la física dels forats negres. De manera més general, en la relativitat general, les varietats Lorentzianes de Ricci-planes representen les solucions al buit de les equacions de camp d'Einstein amb constant cosmològica desapareguda. 